# Patata trentina di montagna
La patata trentina di montagna è un tipo di patata del Trentino coltivata nella conca delle Giudicarie, ai piedi del parco dell'Adamello-Brenta.

## Coltivazione
La coltivazione di questo tubero era già presente sul territorio nei primi del Novecento, come fonte di sostentamento, ma negli anni cinquanta è cominciata la sua commercializzazione facendone aumentare la coltura sull'intero territorio provinciale di Trento, dai 450 metri fino ad un'altitudine di 1500 metri sul livello del mare.
La semina avviene nei mesi di marzo, di inizio maggio, nel tardo autunno o nel tardo inverno.
Le varietà principali sono, la Liseta per la produzione precoce, Cicero, Desirèe, Kennebec, Kuroda, Spunta per la normale, Majestic per la tardiva.

## Caratteristiche
- forma: irregolare
- buccia: buccia compatta di colore intenso
- polpa: di colore dal bianco al paglierino

## Utilizzi
La polenta di patate ed i tortel de patate, i tortelli di patate.